# Cmentarz żydowski w Obrzycku
Cmentarz żydowski w Obrzycku – kirkut został zdewastowany w czasie okupacji hitlerowskiej przez nazistów. Obecnie teren dawnej nekropolii jest nieogrodzony i nie ma na nim jakichkolwiek macew.